# الکسیس ویدنباخ
الکسیس ویدنباخ (انگلیسی: Alexis Weidenbach؛ زادهٔ ۲۶ سپتامبر ۱۹۹۶) بازیکن فوتبال است.
وی همچنین در تیم ملی فوتبال جمهوری دومینیکن بازی کرده‌است.